# خسوف القمر أبريل 2014
حدث خسوف القمر الكلي في 15 أبريل 2014 ومن السابق لاثنين من الخسوف الكلي للقمر في عام 2014، الأولى في الرُباعيات (أربعة القمري الكسوف الكلي في سلسلة). الخسوف اللاحق في الرباعيات هي تلك من 8 أكتوبر 2014، 4 أبريل 2015، و28 سبتمبر 2015.
كان الكسوف مرئيا في منطقة المحيط الهادئ، بما في ذلك أستراليا ونيوزيلندا، فضلا عن الأمريكتين. مر القمر بالجنوب من مركز ظل الأرض. ونتيجة لذلك، كان الجزء الشمالي من القمر قاتمًا بشكل ملحوظ من الجزء الجنوبي. أنها وقعت خلال المرحلة التصاعدية من مدار القمر، وهي جزء من خسوف القمر 122.

## الخلفية

محاكاة لظهور القمر قبل الكسوف وأثناءه وبعده مباشرة

يحدث خسوف القمر عندما يمر القمر داخل ظل الأرض. عندما يبدأ الخسوف، فإن ظل الأرض أولا يظلم القمر قليلا. ثم، ويبدأ الظل في «تغطية» جزء من القمر، ويحوله إلى اللون الأحمر البني الداكن (عادة - ما يختلف اللون بناء على الظروف الجوية). القمر يبدو محمرا بسبب نثر رايلي (نفس التأثير الذي يتسبب عند غروب الشمس لتظهر حمراء) وانكسار الضوء من قبل الغلاف الجوي للأرض في الظل.
وتبين المحاكاة التالية مظهر تقريبي القمر مرورا بظل الأرض. حيث سطوع القمر مبالغ فيه في الظل المظلم. كان الجزء الشمالي من القمر الأقرب إلى وسط الظل، مما يجعله من أحلك، ومعظمه أحمر اللون في المظهر.

## الوصف

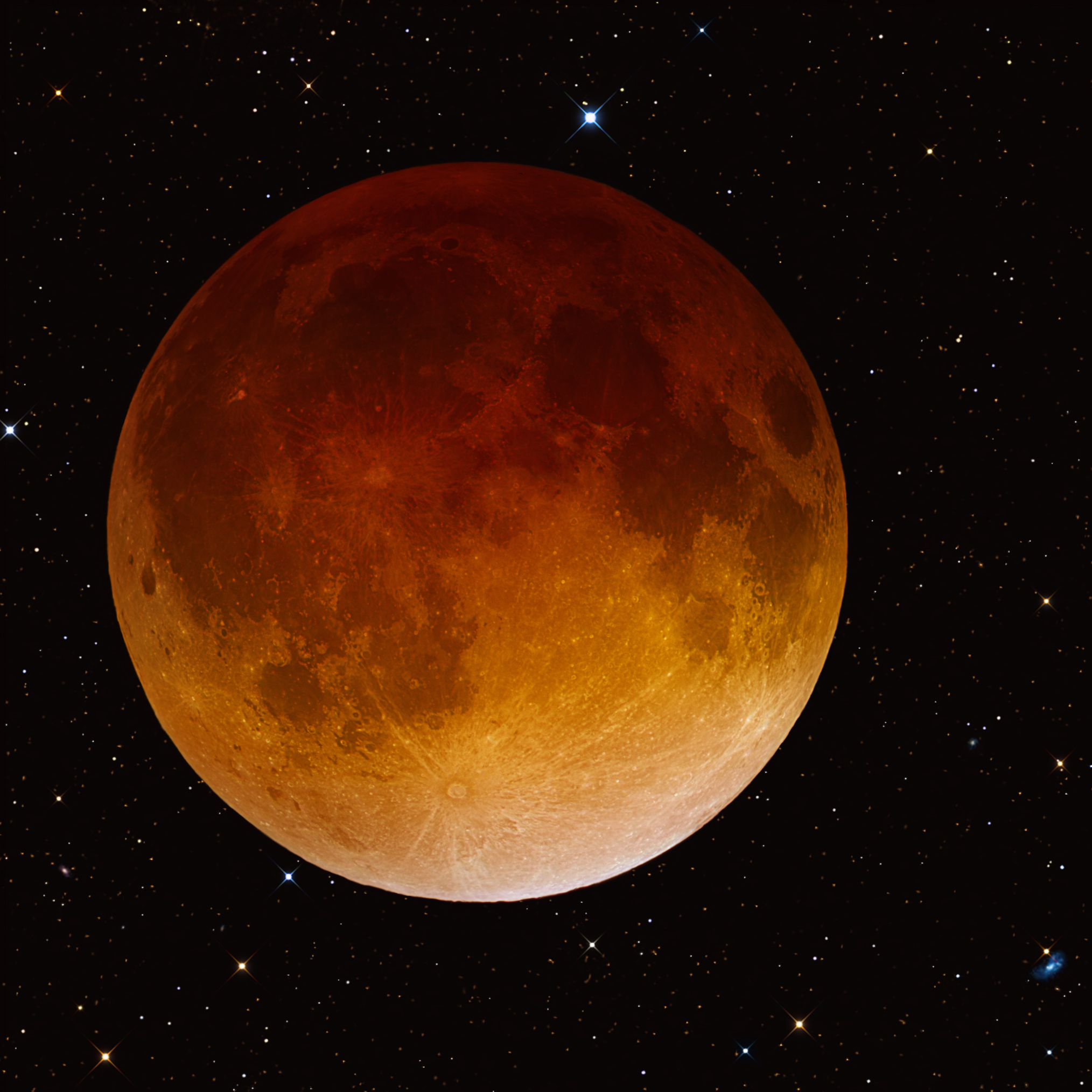
صورة الخسوف الكامل في تشارلستون (فيرجينيا الغربية).

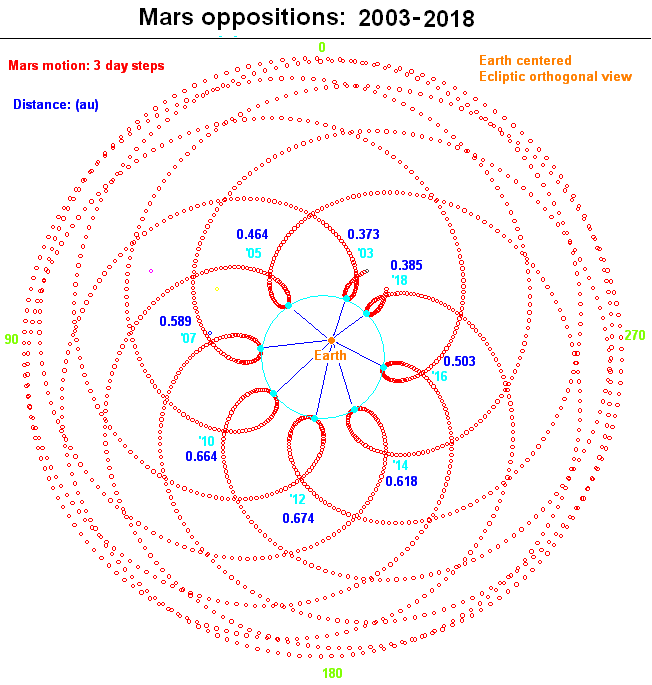
الكوكب المريخ وكان بالقرب من المواجهة، كما هو مبين في هذه الحركة الجيو-مركزية للمريخ من 2003-2018

في 15 أبريل عام 2014، مر القمر من خلال الجزء الجنوبي من الظل المظلم للأرض. وكان واضحا في معظم أنحاء نصف الكرة الغربي، بما في ذلك شرق أستراليا، ونيوزيلندا، والمحيط الهادئ، والأمريكتين]. في غرب المحيط الهادئ، وقع الخسوف في النصف الأول من قبل طلوع القمر. في أوروبا وأفريقيا، وبدأ الخسوف قبل ضبط القمر. المريخ، التي مرت للتو في المواجهة، بدا في حجم حوالي 9.5 -1.5 ° شمال غرب القمر. السنبلة كان 2 درجة إلى الغرب، في حين أن السماك الرامح كان 32 ° شمال زحل كان 26 ° شرقا وقلب العقرب 44 درجة جنوب شرق.
دخل قمر الأرض الظل الناقص في 4:54 UTC والظل المظلم في 5:58. ودامت الاستدامة لمدة 1 ساعة 18 دقيقة، 7:07 حتي 08:25. وقعت لحظة من أعظم لحظات الخسوف في 7:47. في تلك المرحلة، كان ذروة القمر تقريبا3,000 كيلومتر (1,900 ميل) الجنوب الغربي من جزر غالاباغوس. القمر غادر الظل الأمبرا في 9:33 والظل شبه الظل الساعة 10:38.
وكان حجم ذروة الإظلام 1.2907، والذي كان لحظة الجزء الشمالي من القمر 1.7 قوس دقيقة جنوب وسط ظل الأرض، في حين أن الجزء الجنوبي 40.0 قوس دقائق من المركز. كان الكسوف -0.3017 جاما (الكسوف).
كان الخسوف عضوا في خسوف القمر 122. وكان يمثل العدد 56 في هذا الخسوف.

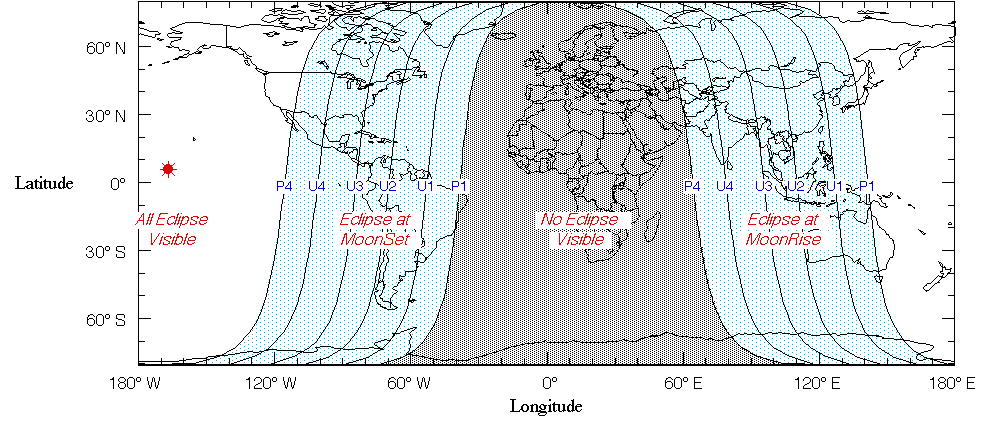
الرؤية الجغرافية

## التوقيت
| توقيت عالمي منسق | توقيت عالمي منسق     | ت ع م+12:00     | ت ع م-09:00           | ت ع م-08:00         | ت ع م-07:00             | ت ع م-06:00             | ت ع م-05:00      | ت ع م-04:00       | ت ع م−03:00       |
| توقيت عالمي منسق | توقيت عالمي منسق     | توقيت نيوزيلندا | توقيت هاواي - ألوشيان | توقيت ألاسكا الصيفي | زمن منطقة المحيط الهادئ | المنطقة الزمنية الجبلية | منطقة زمنية وسطى | منطقة زمنية شرقية | توقيت أطلنطي موحد |
| ---------------- | -------------------- | --------------- | --------------------- | ------------------- | ----------------------- | ----------------------- | ---------------- | ----------------- | ----------------- |
| الوقت            | الوقت                | مساء 15 أبريل   | مساء 14 أبريل         | مساء 14 أبريل       | مساء 14 أبريل           | مساء 14 أبريل           | مساء 14 أبريل    | صباح 15 أبريل     | صباح 15 أبريل     |
| P1               | بداية الخسوف الناقص* | N/A†            | 7:54 مساءً             | 8:54 مساءً           | 9:54 مساءً               | 10:54 مساءً              | 11:54 مساءً       | 12:54 صباحًا       | 1:54 صباحًا        |
| U1               | بداية الخسوف الجزئي  | 5:58 مساءً       | 8:58 مساءً             | 9:58 مساءً           | 10:58 مساءً              | 11:58 مساءً              | 12:58 صباحًا      | 1:58 صباحًا        | 2:58 صباحًا        |
| U2               | بداية المجموع        | 7:07 مساءً       | 10:07 مساءً            | 11:07 مساءً          | 12:07 صباحًا             | 1:07 صباحًا              | 2:07 صباحًا       | 3:07 صباحًا        | 4:07 صباحًا        |
|                  | منتصف الكسوف         | 7:47 مساءً       | 10:47 مساءً            | 11:47 مساءً          | 12:47 صباحًا             | 1:47 صباحًا              | 2:47 صباحًا       | 3:47 صباحًا        | 4:47 صباحًا        |
| U3               | نهاية المجموع        | 8:25 مساءً       | 11:25 مساءً            | 12:25 صباحًا         | 1:25 صباحًا              | 2:25 صباحًا              | 3:25 صباحًا       | 4:25 صباحًا        | 5:25 صباحًا        |
| U4               | نهاية الخسوف الجزئي  | 9:33 مساءً       | 12:33 صباحًا           | 1:33 صباحًا          | 2:33 صباحًا              | 3:33 صباحًا              | 4:33 صباحًا       | 5:33 صباحًا        | 6:33 صباحًا        |
| P4               | نهاية الخسوف الناقص  | 10:38 مساءً      | 1:38 صباحًا            | 2:38 صباحًا          | 3:38 صباحًا              | 4:38 صباحًا              | 5:38 صباحًا       | 6:38 صباحًا        | 7:38 صباحًا        |

* يغير الطور الجزئي للكسوف مظهر القمر بشكل طفيف ولا يكون ملحوظًا بشكل عام.
† القمر غير مرئي خلال هذا الجزء من الكسوف في هذه المنطقة الزمنية

## معرض

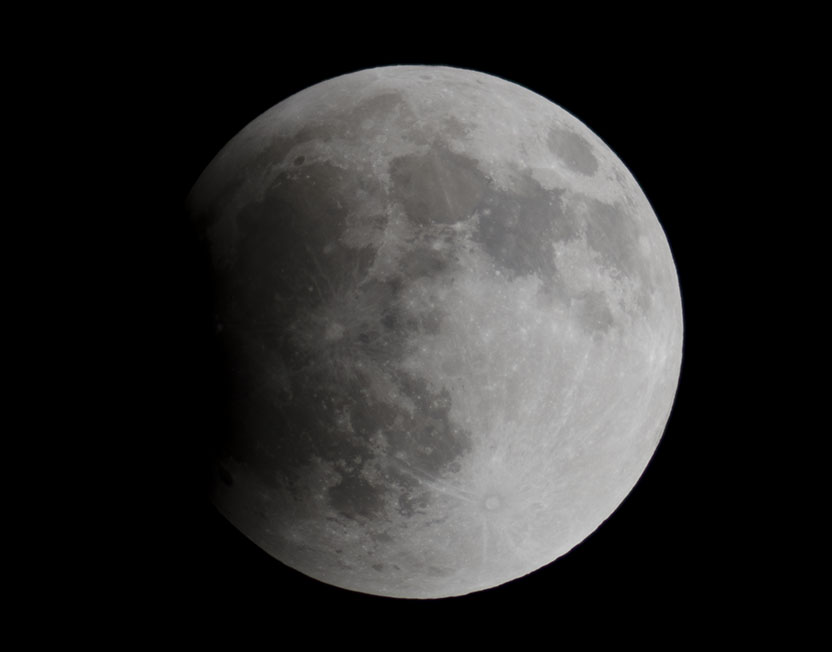
ألباكركي، نيو مكسيكو، الساعة 6:02 بالتوقيت العالمي
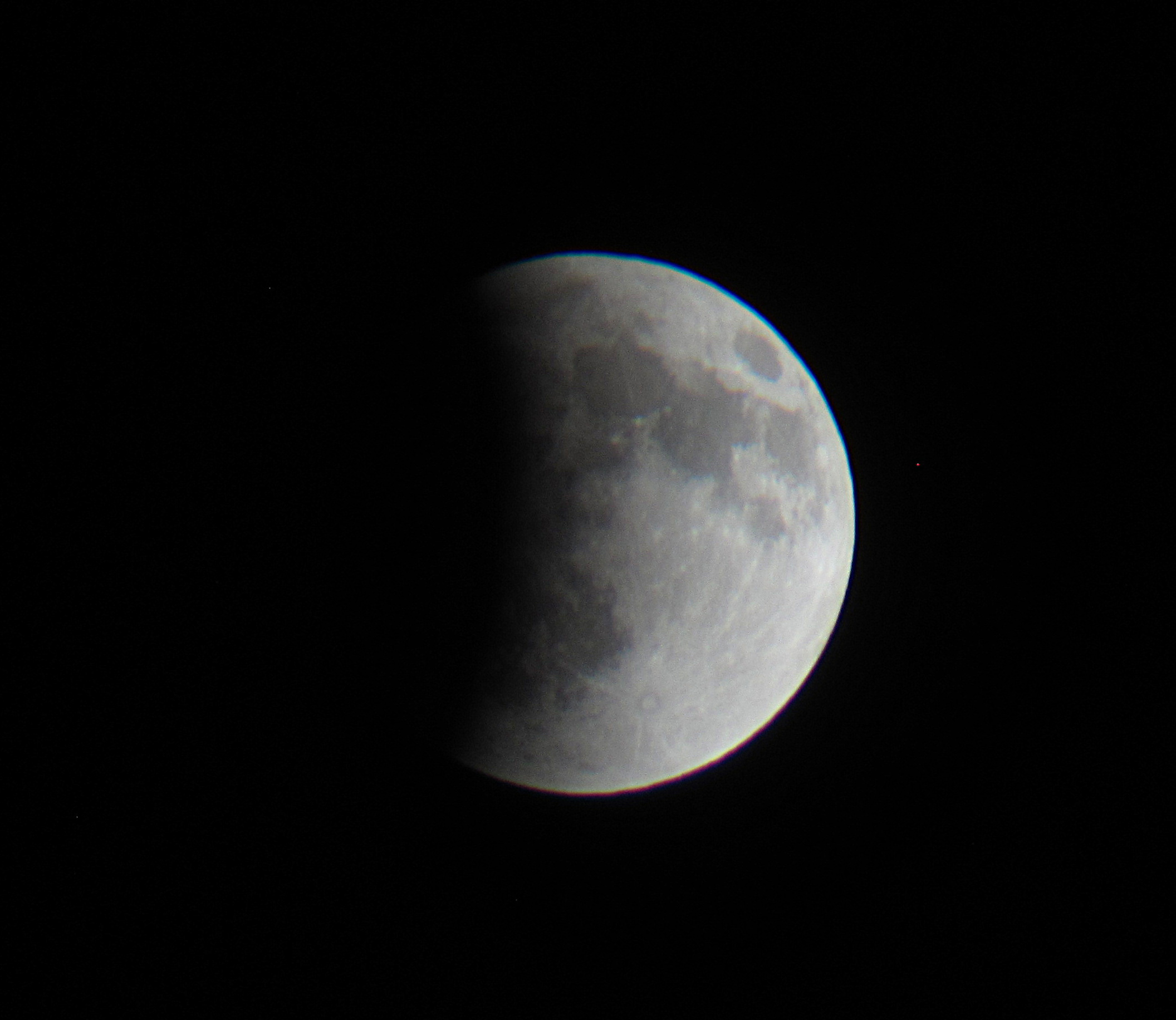
وينيبيغ، الساعة 6:28 بالتوقيت العالمي المنسق
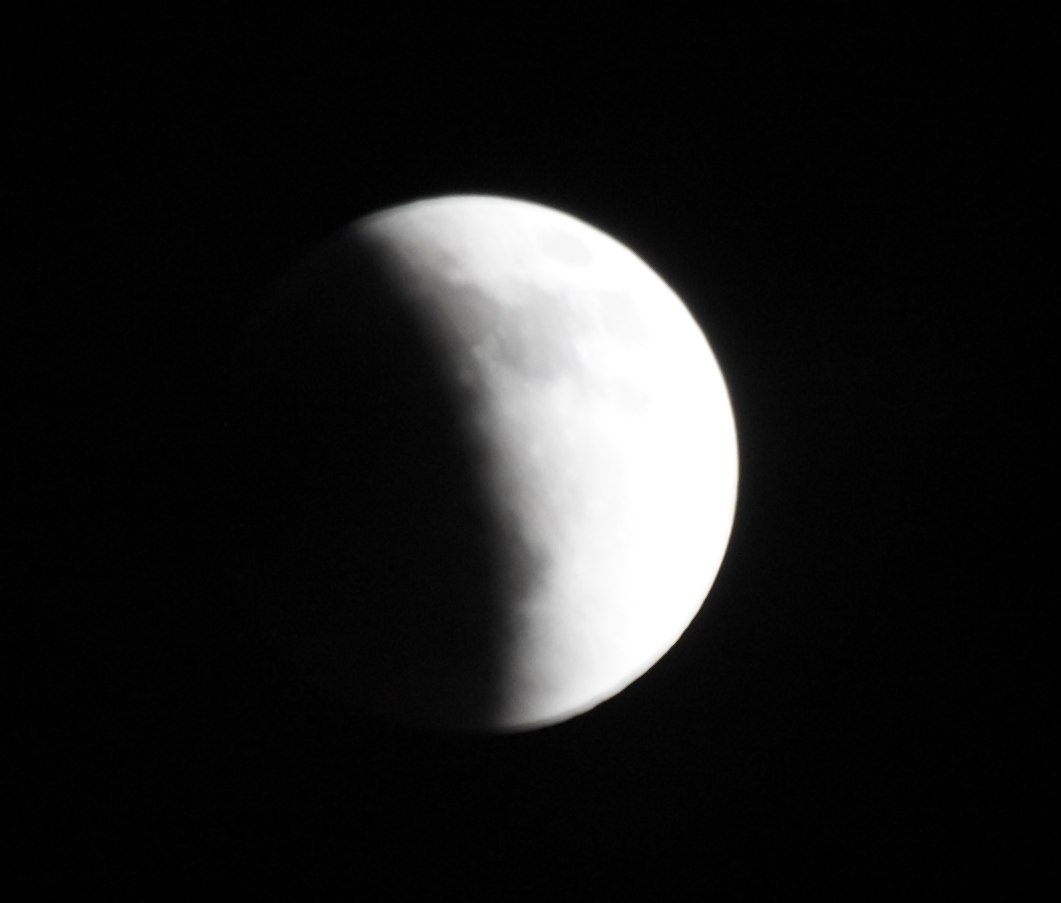
روسيميد، كاليفورنيا، الساعة 6:30 بالتوقيت العالمي
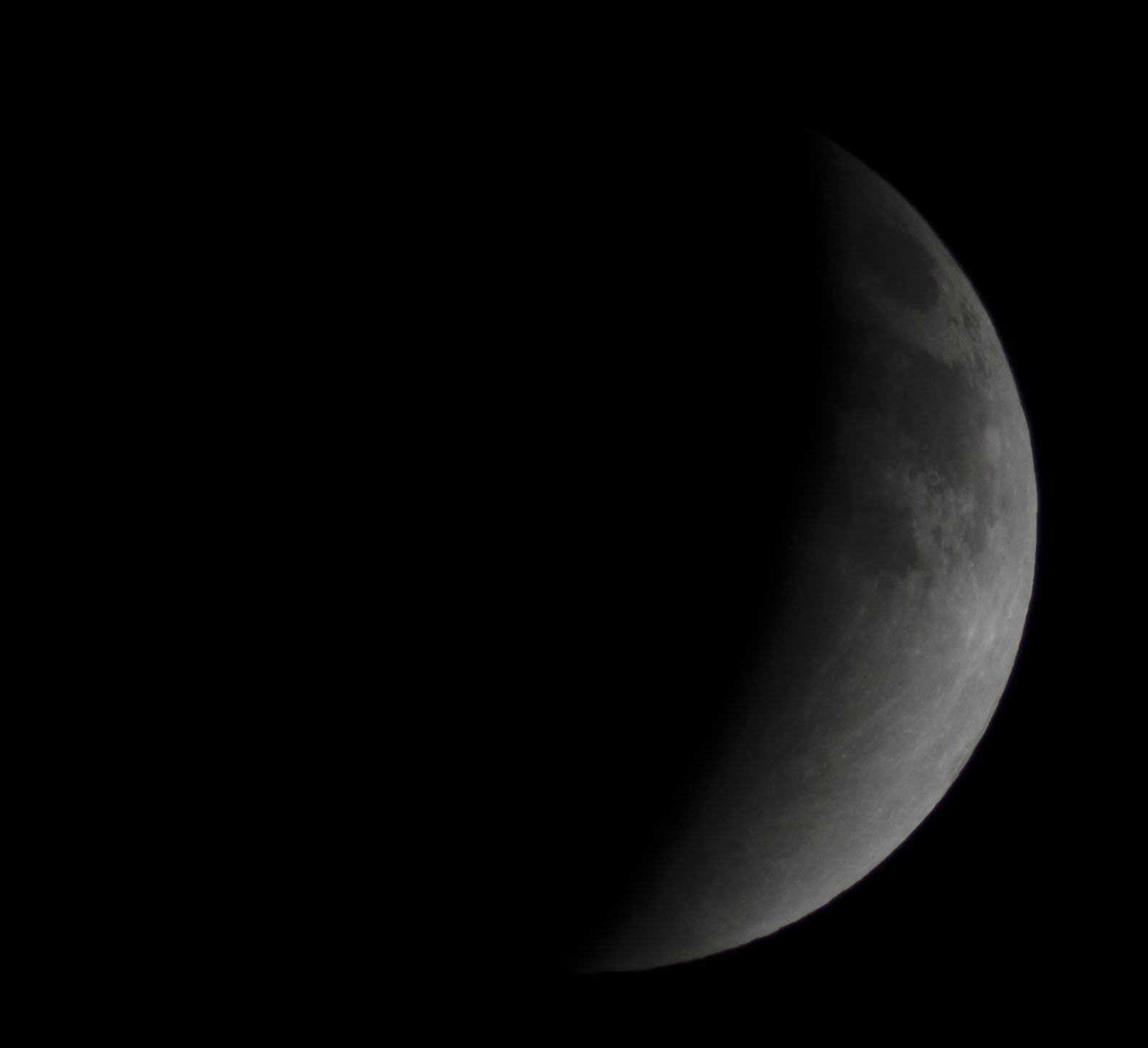
ألباكركي، نيو مكسيكو، الساعة 6:45 بالتوقيت العالمي
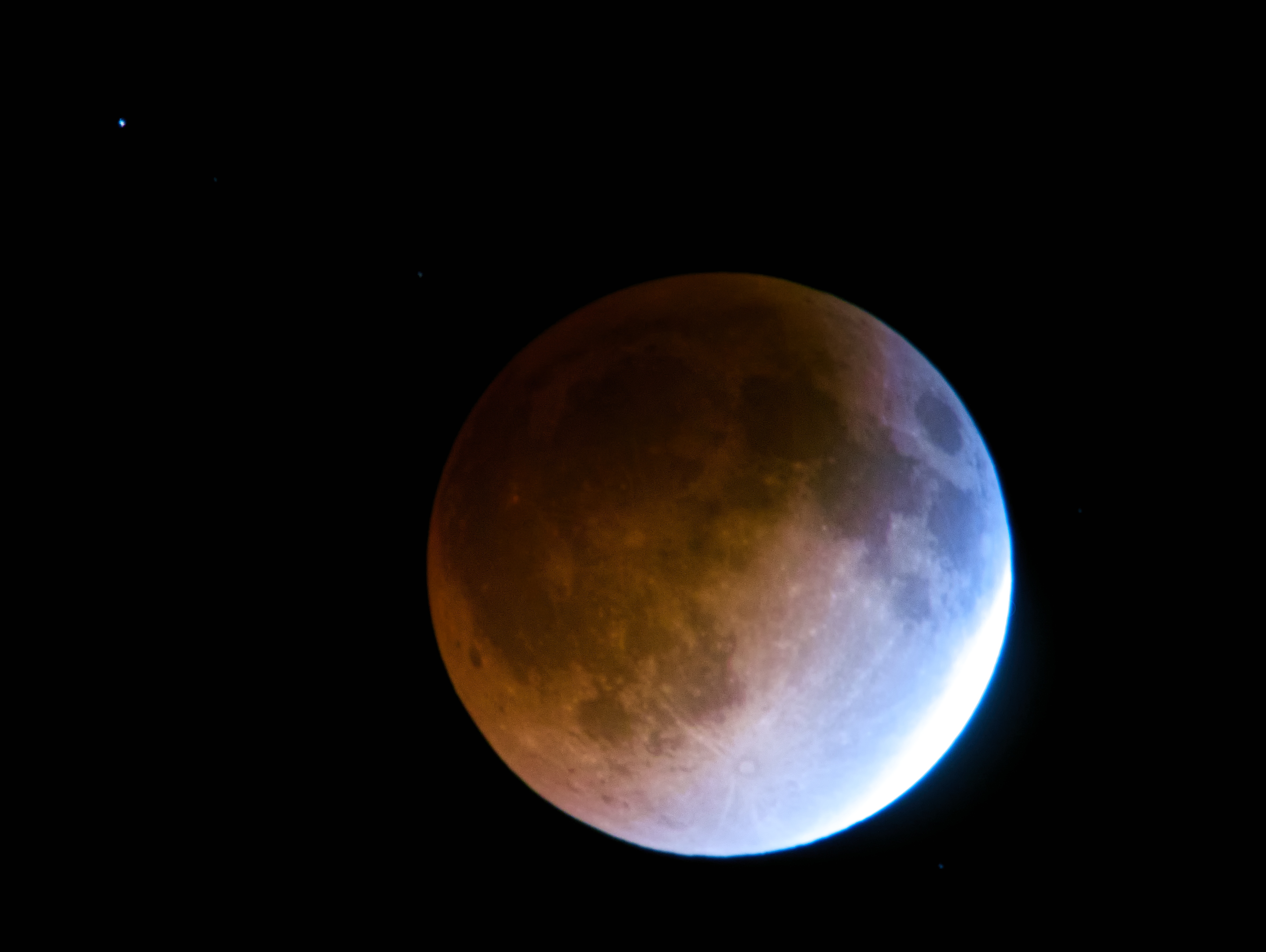
نيو براونفيلز، تكساس، الساعة 7:02 بالتوقيت العالمي
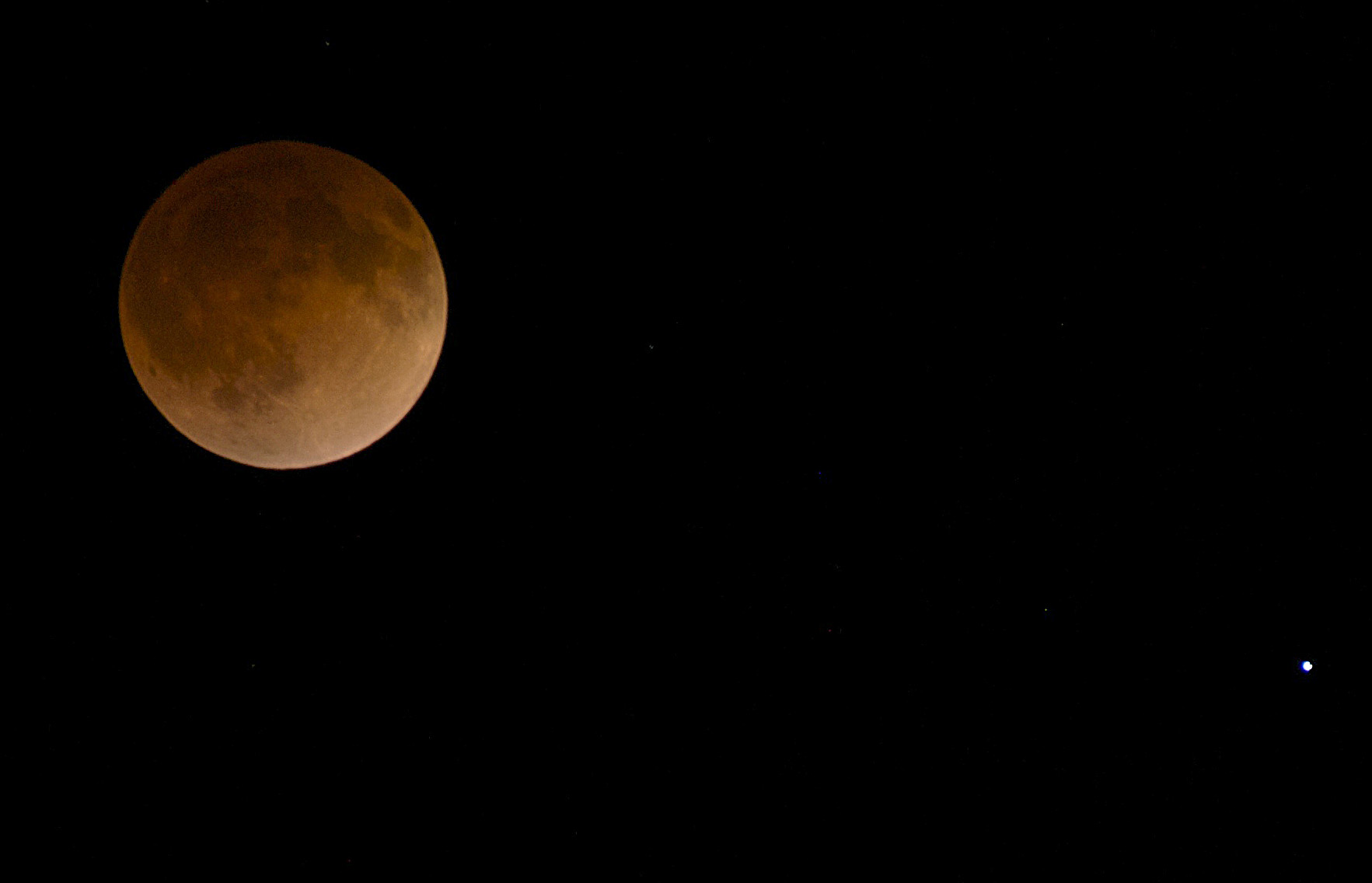
ويست فالي سيتي، يوتا، الساعة 7:29 بالتوقيت العالمي مع قمر السماك الأعزل
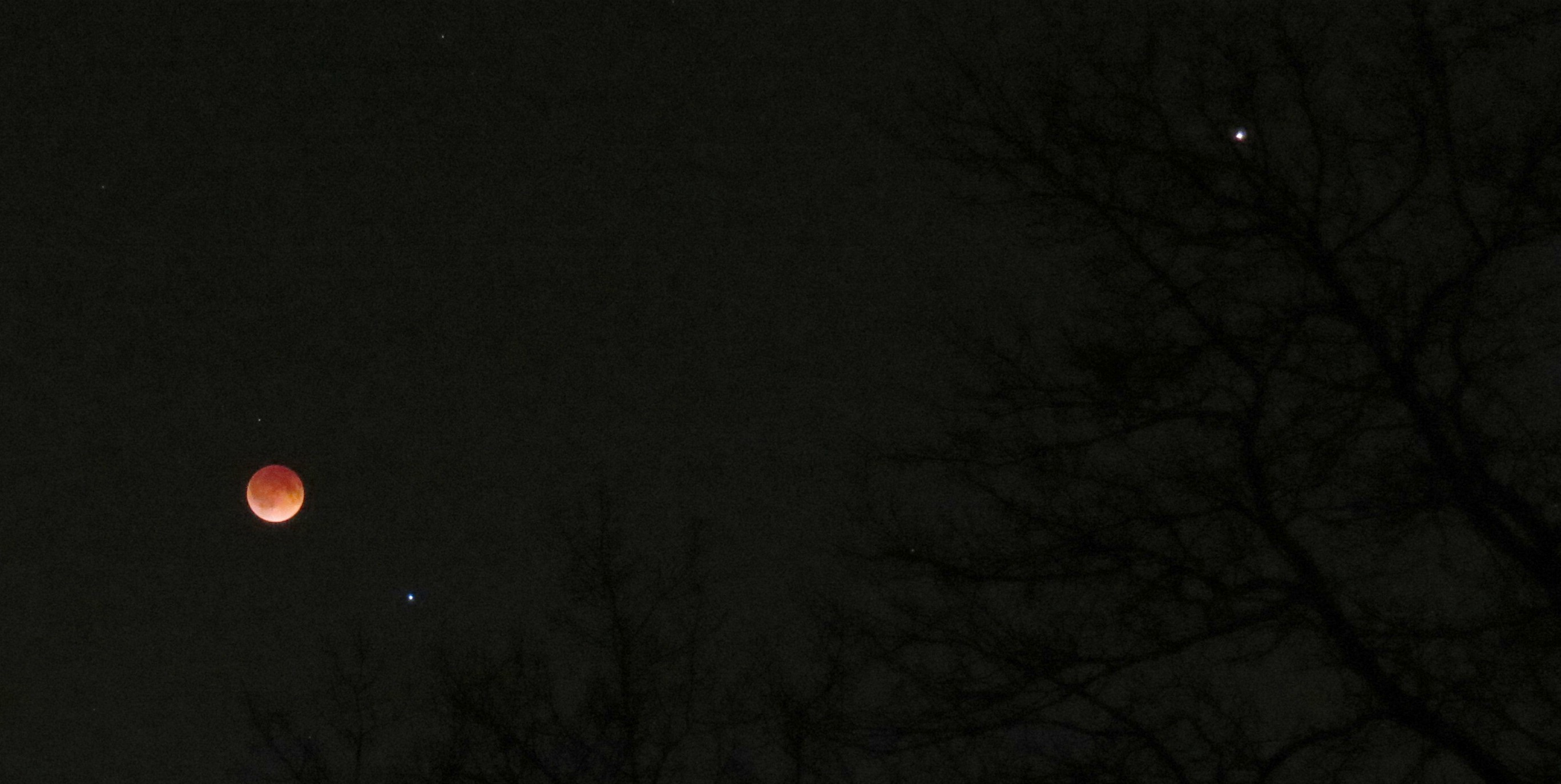
مينيابوليس، مينيسوتا، الساعة 7:40 بالتوقيت العالمي مع المريخ
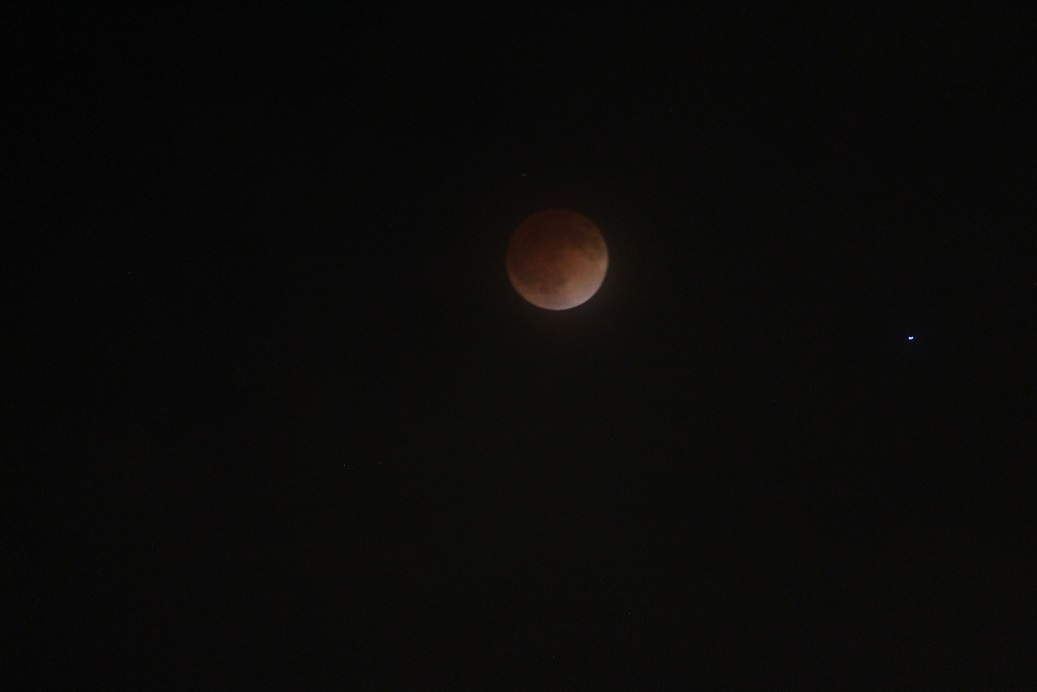
توستين، كاليفورنيا، الساعة 7:40 بالتوقيت العالمي
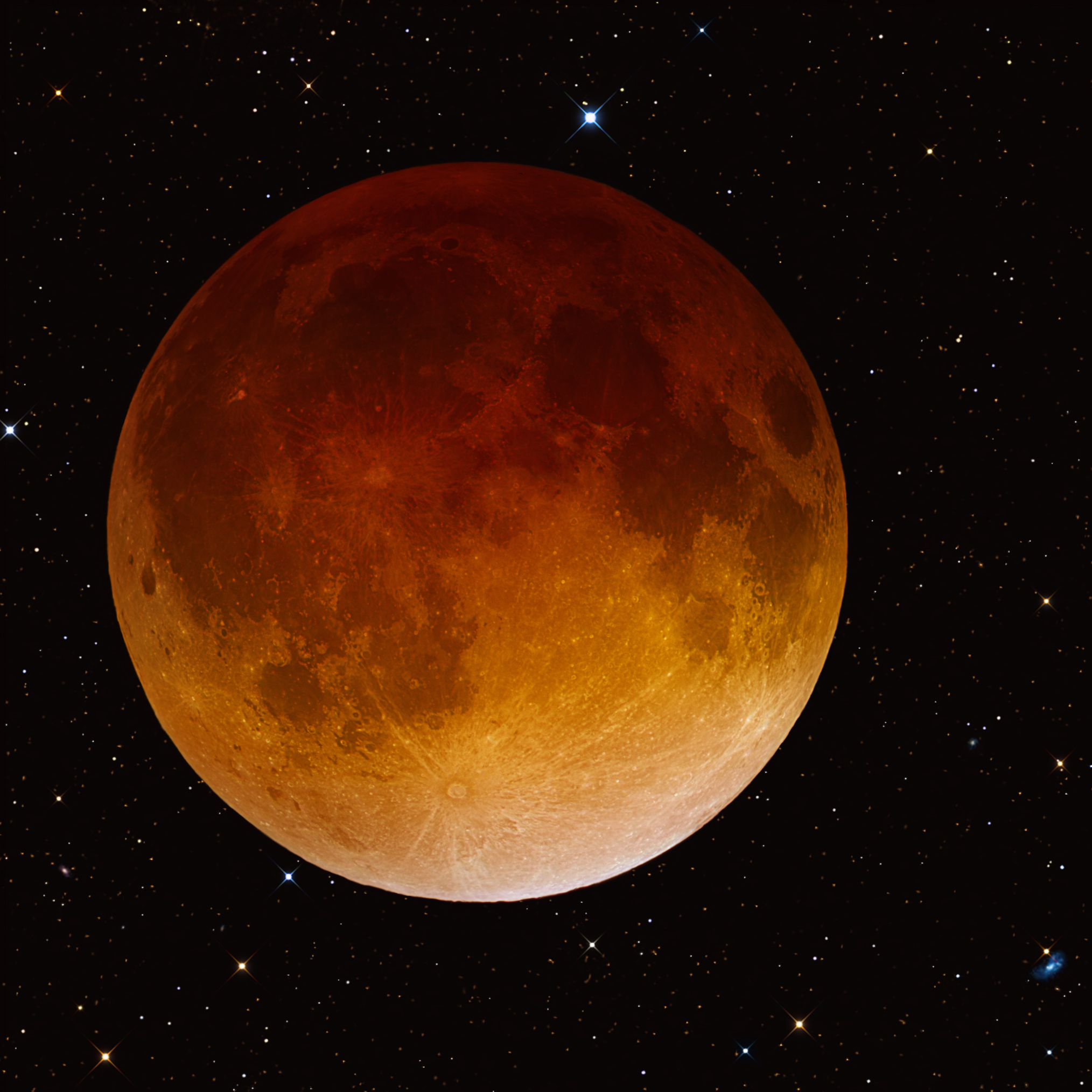
تشارلستون، فيرجينيا، الساعة 7:44 بالتوقيت العالمي
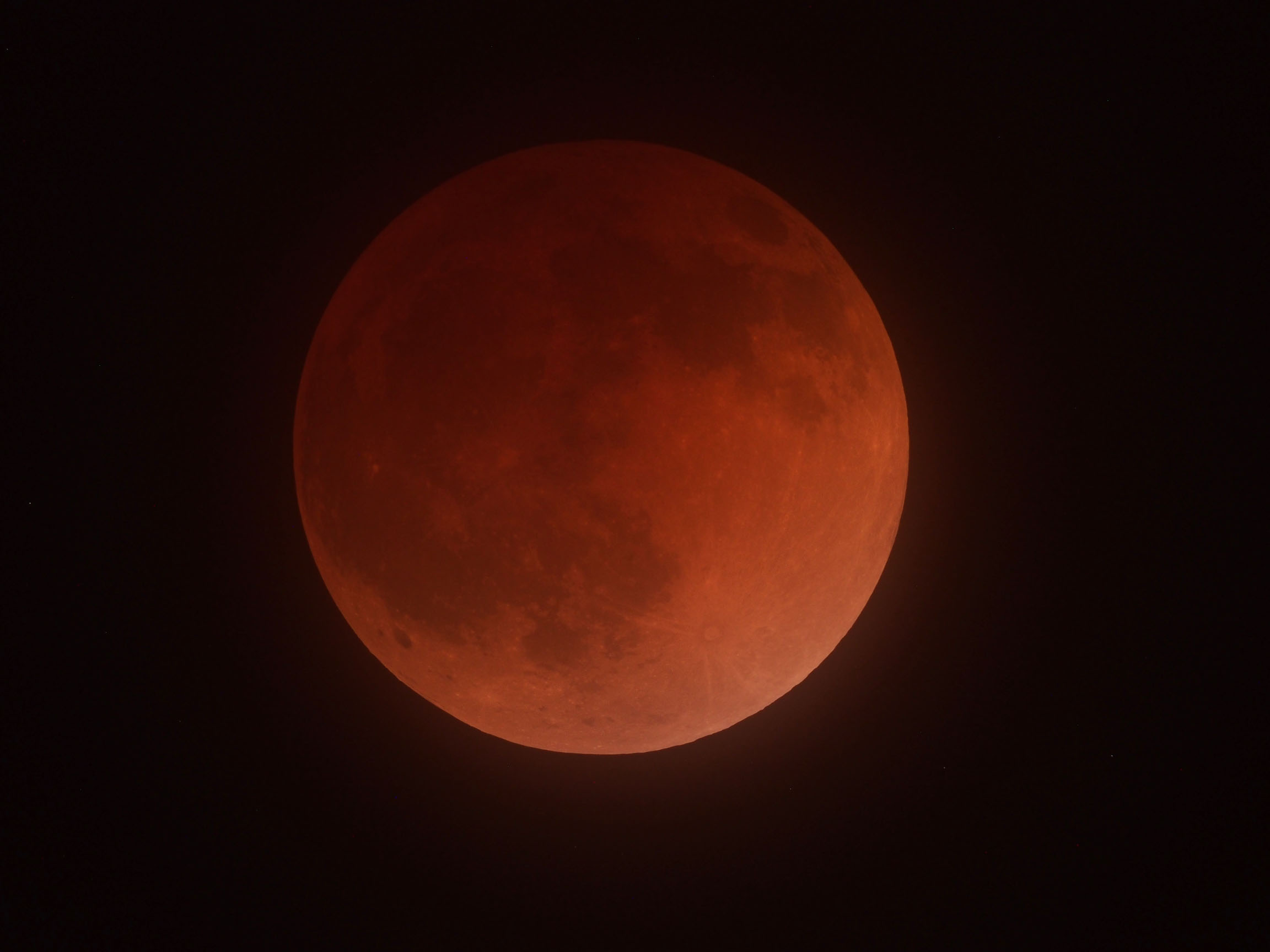
مينيابوليس، مينيسوتا، الساعة 7:46 بالتوقيت العالمي
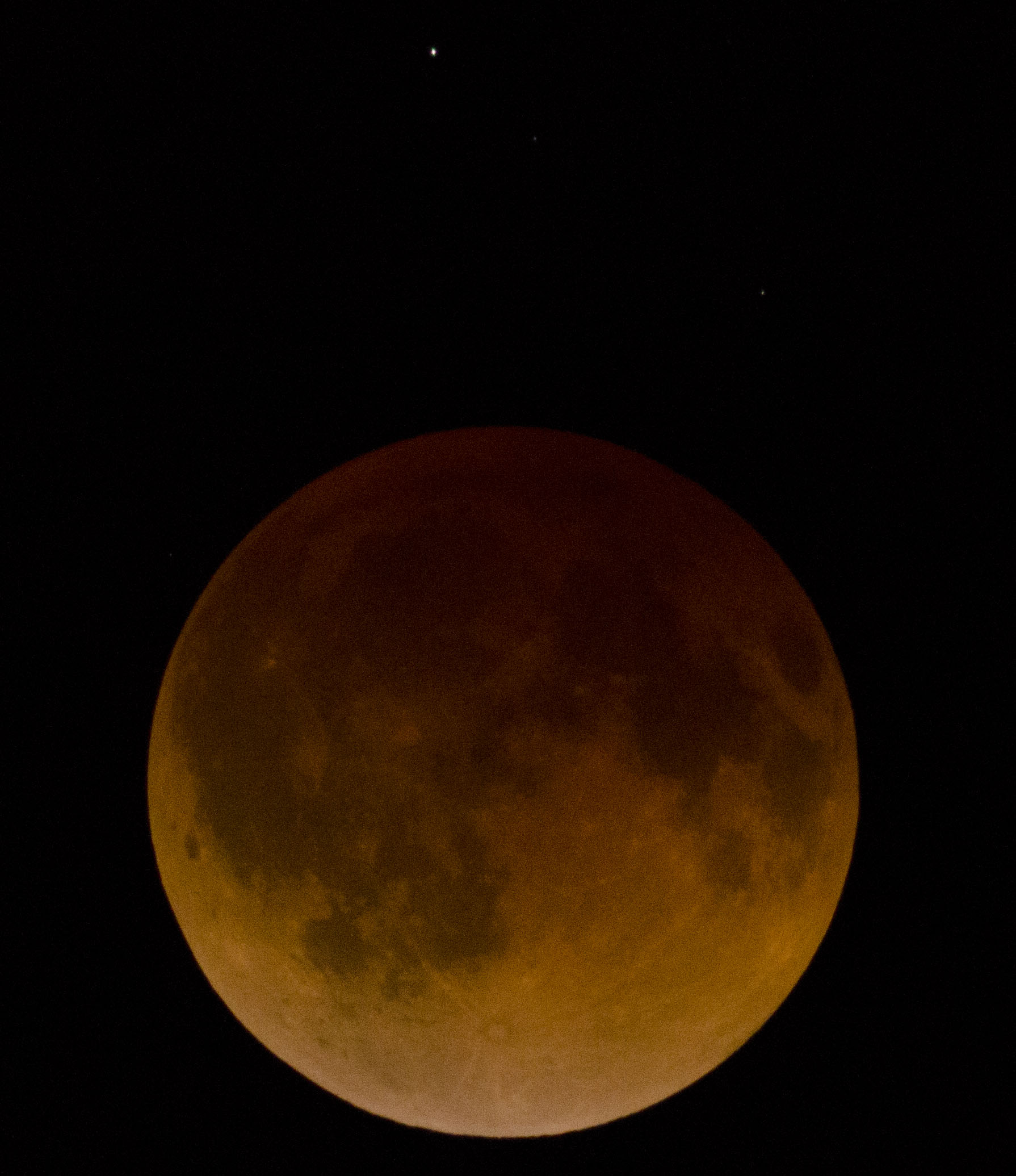
سان خوسيه، كاليفورنيا، الساعة 7:46 بالتوقيت العالمي
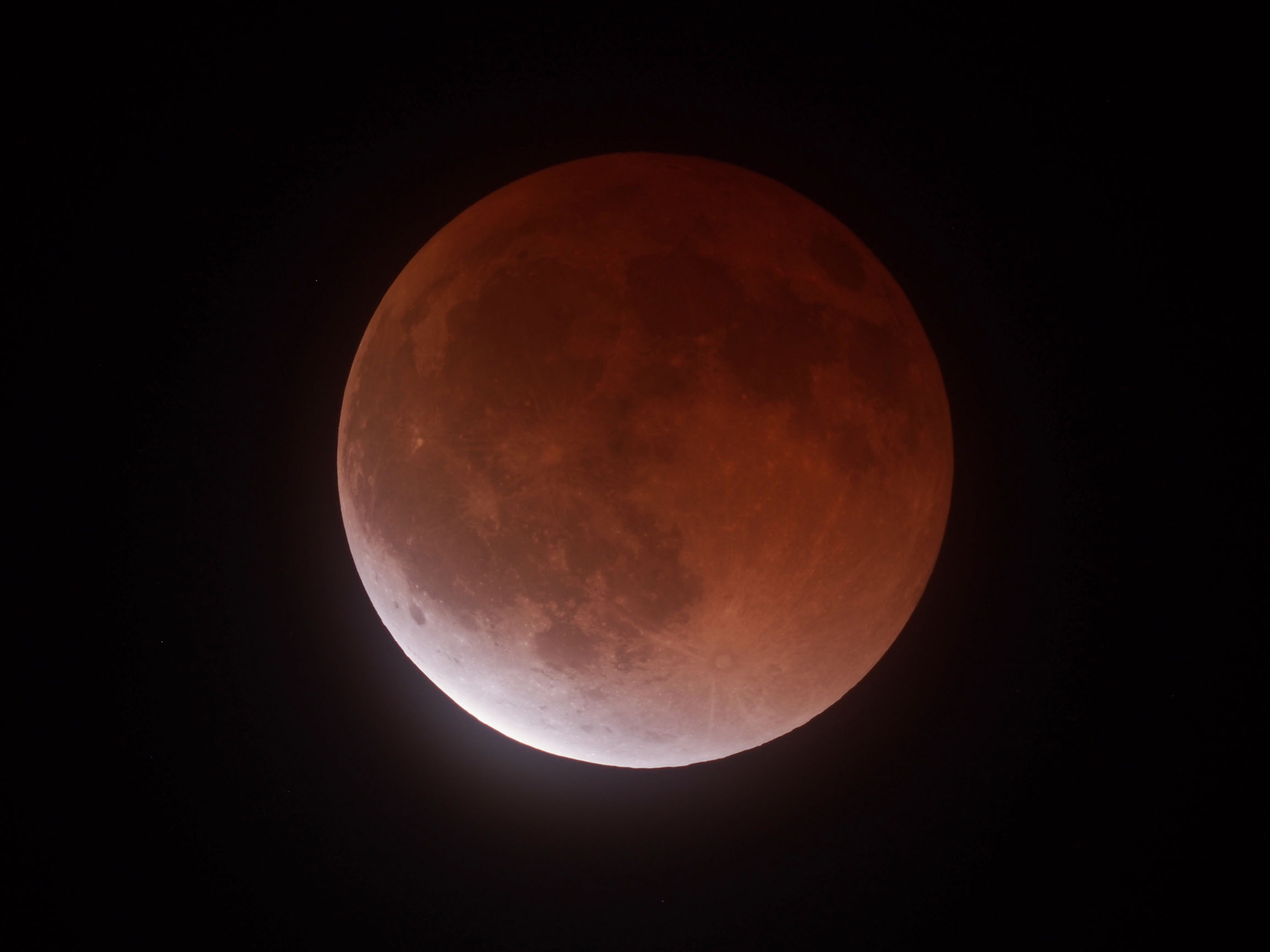
سان خوسيه، كاليفورنيا، الساعة 8:23 بالتوقيت العالمي
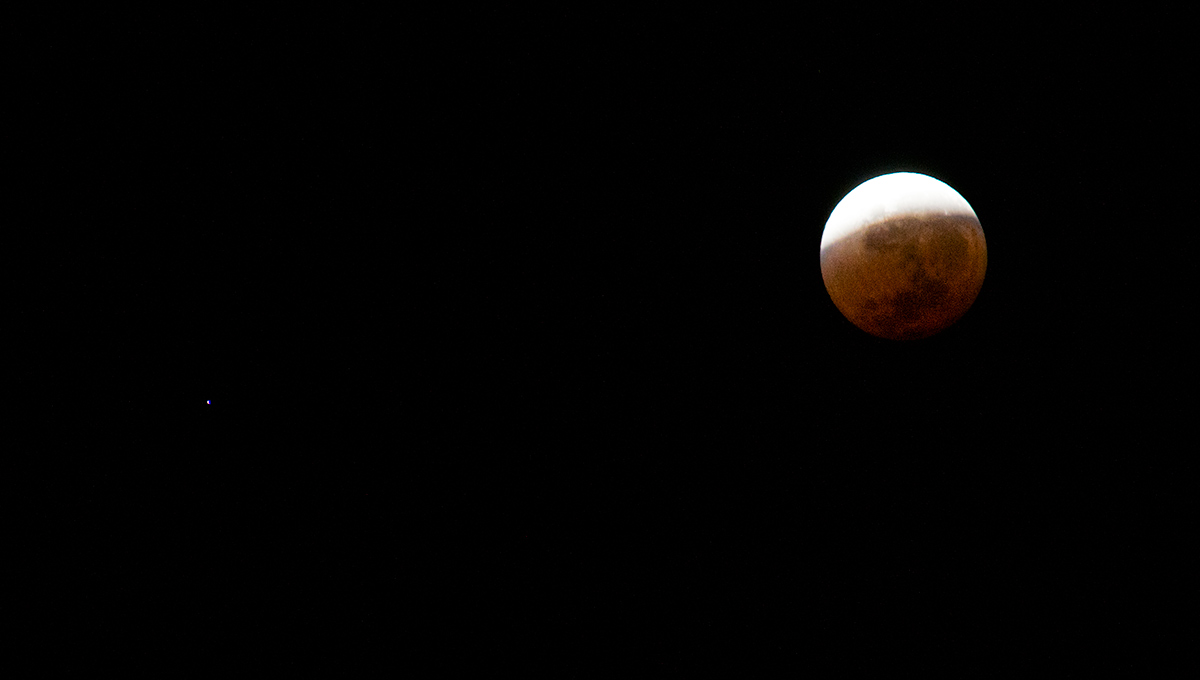
مونتيفيديو، الأوروغواي، الساعة 8:43 بالتوقيت العالمي
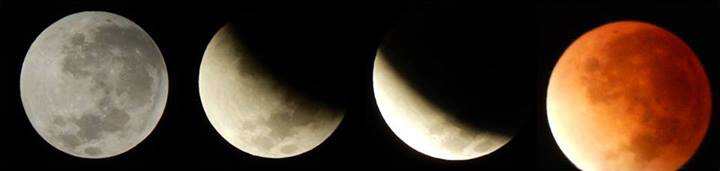
مونتيفيديو، الأوروغواي